# Werner Grun
Werner Grun (* 26. Januar 1942 in Laubusch) ist ein ehemaliger deutscher Fußballspieler im Sturm und später in der Abwehr. Er spielte für den SC Aktivist Brieske-Senftenberg und die BSG Energie Cottbus in der DDR-Oberliga.

## Karriere
Grun spielte in seiner Jugend von 1954 bis 1956 bei seinem Heimatverein BSG Aktivist Laubusch. 1961 wurde er von dem SC Aktivist Brieske-Senftenberg als Stürmer verpflichtet. Er debütierte in der DDR-Oberliga am 27. August 1961, als er am 14. Spieltag beim 1:1 gegen den SC Rotation Leipzig in der Startelf stand. Sein erstes Tor gelang ihm am folgenden Spieltag in der 31. Minute im Spiel gegen den SC Turbine Erfurt, das Cottbus mit 1:2 verlor. Am 29. Oktober 1961 (23. Spieltag) schoss Grun bei dem 4:1-Sieg gegen die BSG Motor Zwickau seinen ersten Doppelpack. Insgesamt kam er in seiner ersten Oberligasaison 1961/62 zu neun Treffern in 25 Einsätzen. In der folgenden Spielzeit 1962/63 waren es bei 21 Spielen noch sieben Tore. Am Ende der Saison belegte Brieske-Senftenberg allerdings den letzten Tabellenplatz und stieg somit in die zweitklassige DDR-Liga ab. Grun ging danach zurück zur BSG Aktivist Laubusch, bei der er bis 1965 blieb, bevor er zur ASK Vorwärts Cottbus (bzw. ASG) ging. Dort gelangen ihm 14 Tore, womit er Platz 3 in der Torschützenliste der DDR-Liga Staffel Nord belegte. 1966 wurde Grun von der neu gegründeten BSG Energie Cottbus verpflichtet, wo er vornehmlich als Abwehrspieler eingesetzt wurde. In der Saison 1967/68 gelangen ihm in der DDR-Liga zehn Tore in 30 Spielen. Seine hohen Einsatzzeiten konnte er in den folgenden Spielzeiten beibehalten. Außerdem gelangen ihm weiterhin kontinuierlich Tore. 1973 gelang ihm mit dem Verein der Aufstieg in die erstklassige Oberliga. Dort absolvierte er 1973/74 24 Spiele. Nach der Saison beendete Grun seine Karriere.
Darüber hinaus wurde Werner Grun Teil der DDR-Olympia-Vorauswahl 1964. Er entschied sich jedoch gegen eine Teilnahme, um sein Bergbaustudium abschließen zu können.